# Mogi das Cruzes
Mogi das Cruzes è un comune del Brasile nello stato di San Paolo, parte della mesoregione Metropolitana de São Paulo e della microregione di Mogi das Cruzes. È situato sulle rive del Tietê.